# Galipea panamensis
Galipea panamensis là một loài thực vật có hoa trong họ Cửu lý hương. Loài này được T.S.Elias mô tả khoa học đầu tiên năm 1970.